# 鋸齒海豹族
鋸齒海豹族（學名：Lobodontini），又稱為食蟹海豹族，是海豹科下的一個族，包含了四個屬四個種：食蟹海豹（Lobodon carcinophaga）、豹海豹（Hydrurga leptonyx）、韋德爾氏海豹（Leptonychotes weddelli）及大眼海豹（Ommatophoca rossii）。所有鋸齒海豹族的物種均棲息於南極洲沿岸附近海域，並包含了數量最多的海豹（食蟹海豹）與唯一會以其他哺乳動物為食的海豹（豹海豹）。除了韋德爾氏海豹偏好岸冰外，其他鋸齒海豹族物種均偏好棲息於流冰上，難以抵達的棲息地加上南極洲地處偏遠，這使得縱使鋸齒海豹族包含了數量最多的海豹，人類對牠們的所知卻是所有海豹中最為稀少的。

## 適應

食蟹海豹牙齒的示意圖，展現了用於過濾磷蝦的特殊鋸齒齒型

鋸齒海豹族被認為是在中新世晚期時於南冰洋由象海豹分支演化而來。豹海豹與食蟹海豹牙齒上的牙葉及牙尖讓牠們得以於水中過濾出微小的生物（牙齒的特殊形狀也是鋸齒海豹族的得名由來）。儘管如此，牠們仍然佔據了特化於狩獵不同獵物的多個生態位，展現了同域種化－ 當一個新生生態系具有多個生態位的空缺時，同一物種可於同一地域內輻射演化成不同物種。也因此，具有特化如篩狀齒型的食蟹海豹，是唯一一種主要以南極磷蝦為食的海豹；而豹海豹則是唯一一種以其他海豹及企鵝為食的海豹，並仍然保有透過牙齒濾食磷蝦的能力。

## 數量
鋸齒海豹族可被視為是現今最為成功的海洋哺乳動物類群，個體數量約佔了所有海豹的50%，及全球鰭足類生物質的80%，其中尤以食蟹海豹的數量最多，具有超過30,000,000頭的個體，肇因於南冰洋豐富的磷蝦數量。海豹數量的增加也可能是因為19至20世紀以來於南極洲的商業捕鯨造成大型鬚鯨數量的減少，使得食蟹海豹的主食磷蝦數量增加。基因研究顯示韋德爾氏海豹與食蟹海豹於更新世時具有較大的體型。目前四種海豹的數量均沒有明顯的下降。

## 屬
| 圖像 | 屬                                      | 種                                        |
| ---- | --------------------------------------- | ----------------------------------------- |
|      | 食蟹海豹屬 Lobodon Gray, 1844           | - 食蟹海豹（Lobodon carcinophaga）        |
|      | 豹海豹屬 Hydrurga Gistel, 1848          | - 豹海豹（Hydrurga leptonyx）             |
|      | 大眼海豹屬 Ommatophoca Gray, 1844       | - 大眼海豹（Ommatophoca rossii）          |
|      | 韋德爾氏海豹屬 Leptonychotes Gill, 1872 | - 韋德爾氏海豹（Leptonychotes weddellii） |